# I Wanna Go Crazy
«I Wanna Go Crazy» — песня французского диджея Давид Гетта. В ней присутствует вокал американского рэпера will.i.am из группы The Black Eyed Peas, песня вышла 24 августа 2009 года. Она появилась в четвёртом студийном альбоме Гетта One Love.

## Список композиций
| №  | Название                                 | Длительность |
| -- | ---------------------------------------- | ------------ |
| 1. | «I Wanna Go Crazy» (featuring will.i.am) | 3:24         |

## Чарты
| Чарт (2009)      | Высшая позиция |
| ---------------- | -------------- |
| Canadian Hot 100 | 83             |
| UK Singles Chart | 92             |

## История релиза
| Страна  | Дата выхода    | Формат              | Лейбл       |
| ------- | -------------- | ------------------- | ----------- |
| Франция | 7 августа 2010 | Цифровое скачивание | Virgin, EMI |